# Nicolien van Vroonhoven
Jennifer Nicolien van Vroonhoven-Kok (Bussum, Países Bajos, 9 de abril de 1971) es una política neerlandesa que actualmente lidera el partido Nuevo Contrato Social (NSC). Desde diciembre de 2023, ocupa un escaño en la Cámara Baja del Parlamento de los Países Bajos, habiendo sido reelegida en las elecciones generales de 2023 tras más de una década de ausencia en la política nacional.

## Biografía

### Formación académica y primeros años profesionales
Van Vroonhoven-Kok completó sus estudios en el Gemeentelijk Gymnasium de Hilversum entre 1983 y 1989. Posteriormente, cursó estudios en la Universidad de Leiden, obteniendo una maestría en Historia del Arte en 1994 y un máster en Derecho Internacional en 1995. Más tarde, estudió Derecho Fiscal en la Universidad de Ámsterdam, donde se graduó en 2000. Durante su formación, trabajó brevemente como asesora fiscal júnior en Arthur Andersen & Co.

### Carrera política

#### Llamada Demócrata Cristiana
Van Vroonhoven-Kok inició su carrera política en 1997 como asesora de políticas financieras en la fracción del partido Llamada Demócrata Cristiana (CDA) en la Cámara Baja, bajo la dirección de Jan Peter Balkenende. En 2002, fue elegida miembro de la Cámara de Representantes, donde se desempeñó hasta 2010, siendo portavoz en áreas como impuestos, asuntos económicos, derecho empresarial, derechos de autor y políticas culturales. Durante su mandato, fue reconocida por su enfoque en la fiscalidad y la cultura. En 2008, hizo uso de la nueva normativa que permitía la sustitución temporal de parlamentarios durante el permiso por maternidad, siendo reemplazada por Ine Aasted-Madsen entre mayo y agosto de ese año. Tras no presentarse como candidata en las elecciones de 2010, su escaño finalizó en junio de ese año.
Entre 2010 y 2012, fue concejala en La Haya por el CDA. En 2014, asumió el cargo de concejala en Hilversum, donde gestionó áreas como vivienda, medio ambiente, sostenibilidad y conservación del patrimonio hasta su dimisión en diciembre de 2017, debido a la reubicación de su familia a Melbourne, Australia, por motivos laborales de su esposo. La familia regresó a los Países Bajos en 2022.

#### Nuevo Contrato Social
A su regreso a los Países Bajos, Van Vroonhoven-Kok se unió al movimiento liderado por Pieter Omtzigt, quien había dejado el CDA tras desacuerdos internos. En 2023, fue incluida en la lista electoral de NSC como segunda candidata y fue elegida para la Cámara de Representantes con 44.045 votos. En noviembre de 2024, asumió temporalmente el liderazgo del partido en ausencia de Omtzigt, desempeñando un papel clave en las negociaciones de formación del gobierno. El 18 de abril de 2025, tras la retirada definitiva de Omtzigt, fue nombrada líder política de NSC.

## Vida personal
Van Vroonhoven-Kok está casada desde 1999 y tiene cinco hijos. Creció en un entorno protestante reformado, pero se convirtió al catolicismo en su juventud. Durante sus estudios, pasó varios meses en un monasterio agustiniano en Maastricht, lo que profundizó su conexión con la fe católica. Además, trabajó en un orfanato en Senegal, lo que influyó en su decisión de abrazar el catolicismo.